# Philadelphia-Pennsylvania-Tempel

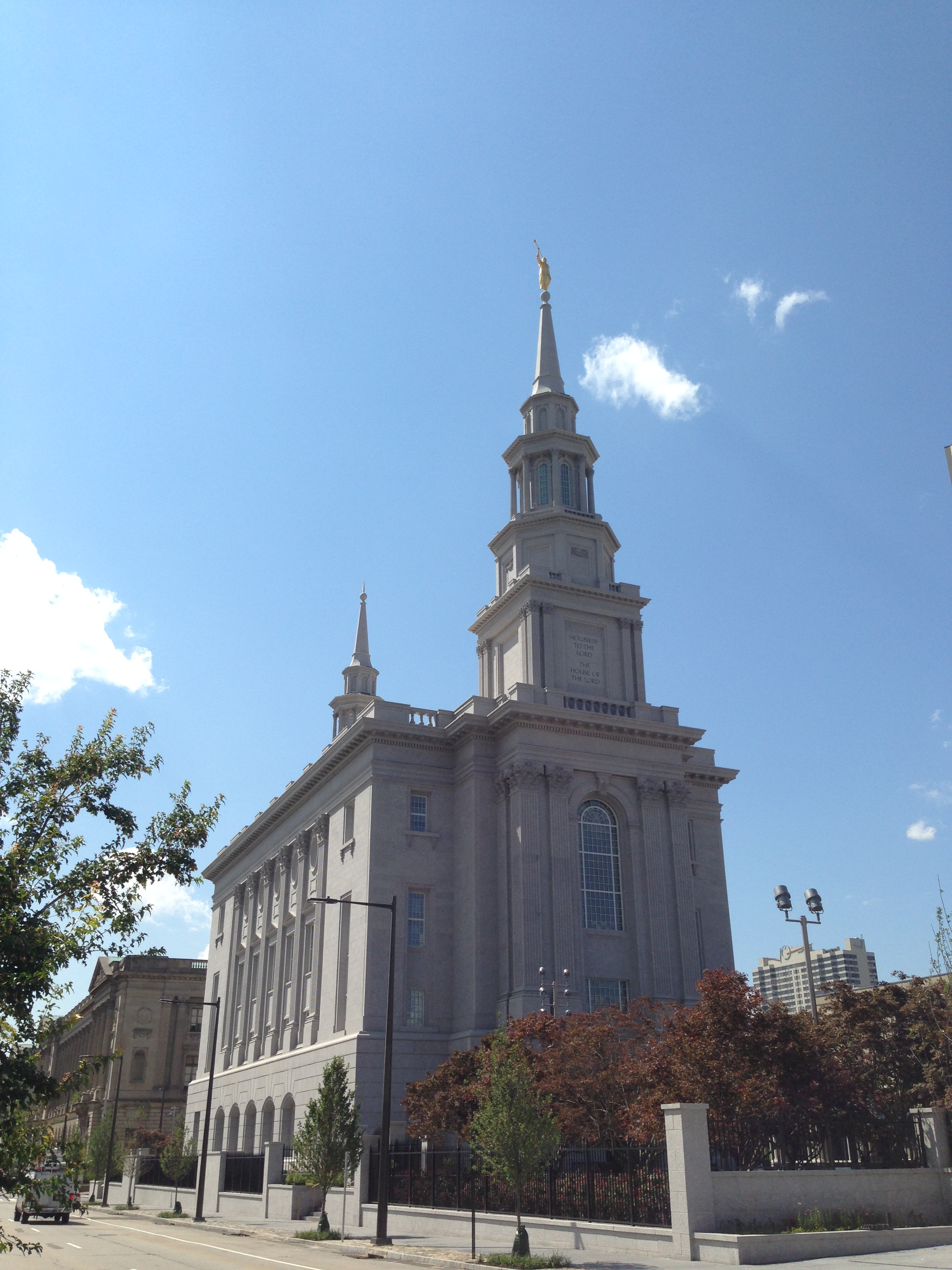
Der Philadelphia-Pennsylvania-Tempel

Der Philadelphia-Pennsylvania-Tempel ist der 152. Tempel der Kirche Jesu Christi der Heiligen der Letzten Tage. Der Tempel befindet sich in der Nachbarschaft zum Logan Square in Philadelphia. Die Absicht, einen Tempel zu bauen, wurde bekanntgegeben auf der 178. Generalkonferenz vom Präsidenten der Kirche, Thomas S. Monson, am 4. Oktober 2008. Der Tempel ist der erste der Kirche in Pennsylvania und der erste zwischen dem Washington-D.C.-Tempel und dem Manhattan-New York-Tempel. Er wurde im Jahre 2016 fertiggestellt.

## Geschichte
Am 19. November 2009 gab die Kirche bekannt, dass sie einen Tempel bauen will an der Vine Street in der Innenstadt von Philadelphia. Diese Lage setzt den Tempel in die Nähe einiger Sehenswürdigkeiten von Philadelphia. Auf der anderen Straßenseite ist die Kathedrale der römisch-katholischen Kirche von Pennsylvania.
Der Grundstein für den Tempel wurde gelegt am 17. September 2011. Regionale Gemeindevorsteher waren anwesend bei der Zeremonie. Die Zeremonie wurde geleitet von Henry B. Eyring, dem ersten Ratgeber in der Ersten Präsidentschaft. Bis zum Juli 2012 wurde keine Bauarbeiten angefangen, da eine Baufirma gefunden werden musste, die das schon existierende Parkhaus abbauen sollte. Im November 2012 gab die Baukommission von Philadelphia grünes Licht für den Bau des Tempels, obwohl einige Mitglieder Bedenken hatten, der Tempel sei anderen Gebäuden in der Nähe zu ähnlich. Der größte Teil des Parkhauses wurde abgerissen bis zum Februar 2013 und ab dem 2. Mai desselben Jahres begannen die Untergrundarbeiten für den Tempel. Der Tempel erreichte seine endgültige Höhe im August 2014.

## Architektur
Der Architekt ist B. Jeffrey Stebar von dem Architekturbüro Perkins+Will. Stebar ist ein Mormone und war schon Bischof in einer Gemeinde. Stadt- und Kirchenangestellte gaben bekannt, dass auch ein Gemeindehaus und ein 32-stöckiges Hochhaus in der Nähe des Tempels gebaut werden. Das Hochhaus und das Gemeindehaus wurden entworfen von Paul L. Whalen. Das Gemeindehaus wird ungefähr 1000 Mormonen dienen und eine Ahnenforschungsabteilung haben. In der Stadt Philadelphia gibt es 25000 Mormonen insgesamt. Das Hochhaus wird 258 Einzelwohnungen und 13 Stadtwohnungen enthalten.

## Besichtigung und Weihe
Der Tempel war vom 10. August bis zum 9. September 2016 zu besichtigen. Nur an Sonntagen war er nicht zu besichtigen. Gemäß der Kirche wurde der Tempel von 140000 Besuchern besichtigt in dieser Zeit. Eine kulturelle Feier für Jugendliche wurde am 17. September gehalten. Wie die Grundsteinlegung im Jahre 2011 wurde auch die Feier am Jahrestag der Unterzeichnung der Verfassung der Vereinigten Staaten gehalten. Der Tempel wurde von Henry B. Eyring am 18. September 2016 geweiht.

## Rezeption
Die Architekturkritikerin Inga Saffron des The Philadelphia Inquirer nannte den Tempel „das radikalste Bauwerk in Philadelphia in einem halben Jahrhundert … weil es sich nicht an die gewöhnlichen Elemente unseres modernen Geschmacks hält.“ Sie nimmt an, dass der Tempel über hundert Millionen Dollar gekostet habe, und nennt ihn „ein wirklich klassisches Gebäude“ und „eine mutige Zugabe zur hierarchischen Struktur von Philadelphia“.
Im Jahre 2017 bekam der Tempel einen Preis für seine besondere Architektur von der Baugenossenschaft.